# میکی میزواسا
میکی میزواسا (انگلیسی: Miki Mizuasa؛ زاده ۱۱ ژوئن ۱۹۸۰) یک بازیگر پورنوگرافی تراجنسیتی اهل ژاپن است.
او یک زن ترنس است.

## زندگی‌نامه
او متولد ۱۱ ژوئن ۱۹۸۰ است و از سال ۲۰۰۴ شروع به حضور در فیلم‌های پورنو کرد. در بیشتر فیلم‌ها او در نقش میکی میاسا و حداقل در یکی از فیلم‌ها میکی فودا بازی کرد.
او عنوان " یکی از محبوب‌ترین مجریان ترنس سکسوال در ژاپن " را دریافت کرده است، یعنی یکی از محبوب‌ترین بازیگران ترنس سکسوال در ژاپن است.